# Microcebus
Microcebus là một chi động vật có vú trong họ Cheirogaleidae, bộ Linh trưởng. Chi này được É. Geoffroy miêu tả năm 1834. Loài điển hình của chi này là Lemur pusillus É. Geoffroy, 1795 (= Lemur murinus J. F. Miller, 1777).

## Hình ảnh

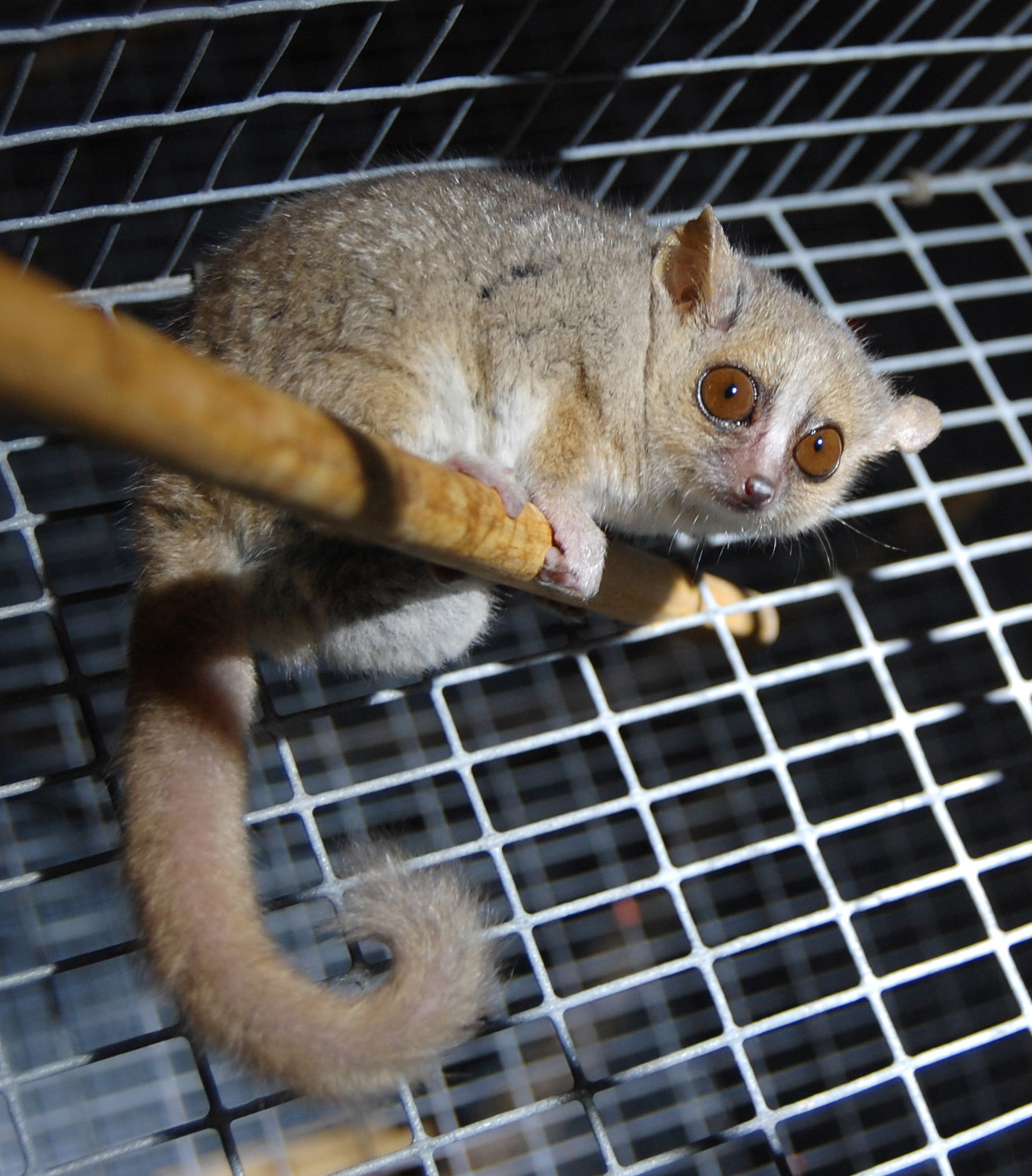
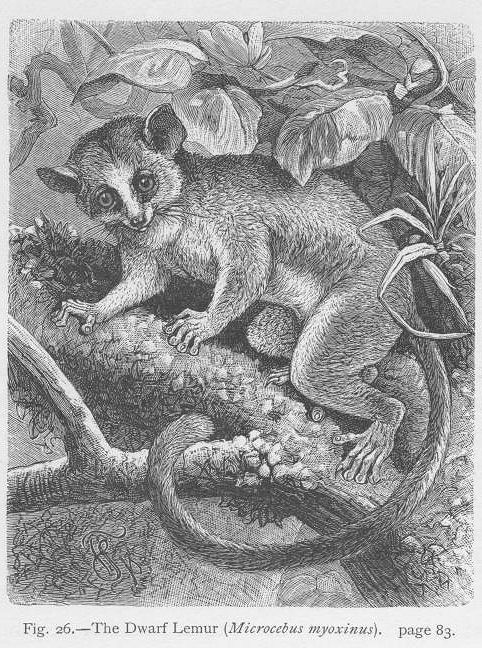
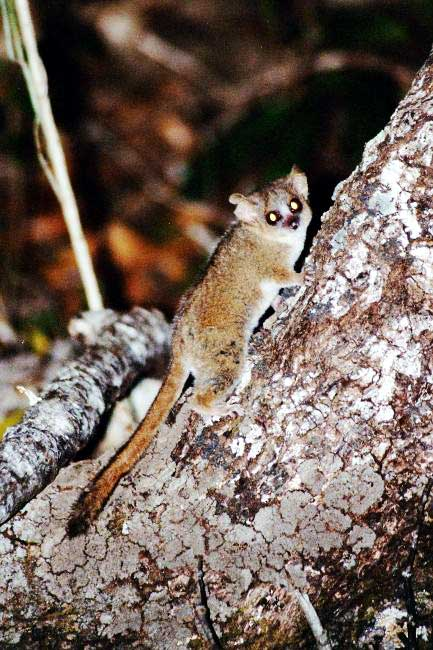
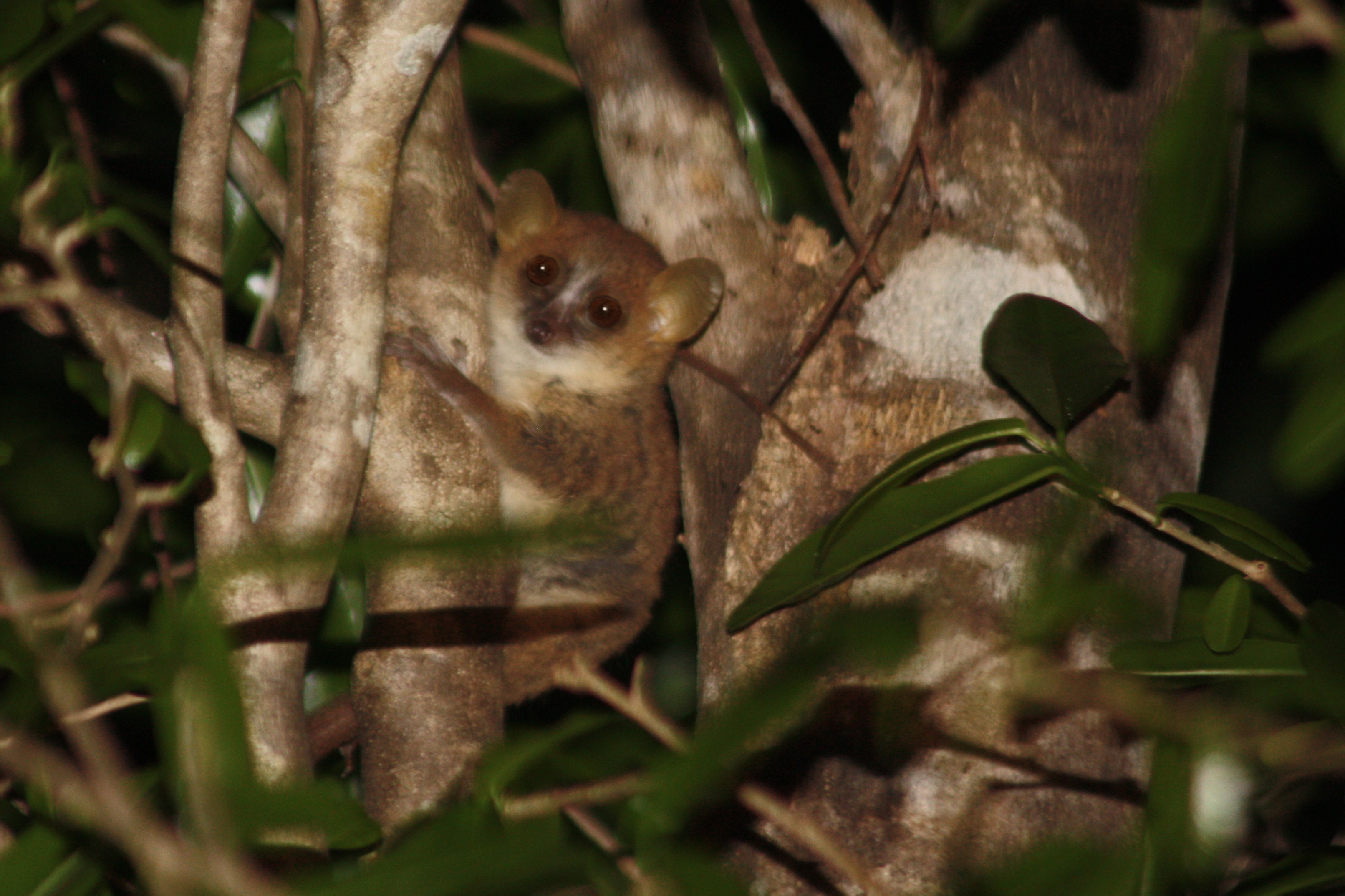

## Các loài
Chi này gồm các loài: